# Hamster von Hamstertal
Hamster von Hamstertal (Originaltitel: Hamsters of Hamsterdale) ist eine Zeichentrickserie, die seit 2024 von Nelvana produziert wird. Die deutsche Erstausstrahlung erfolgte am 21. Oktober 2024 auf Nick Jr.

## Handlung
Harry ist ein normaler Junge mit außergewöhnlichen Haustieren. Seine Hamster glauben, er wäre ein König, und versuchen alles, um ihm bei seinen Problemen zu helfen, die meist harmloser sind, als sie glauben. Dabei gehen sie oft durch Röhren, die in den Hauswänden installiert sind und Geheimgänge zu fast allen Stellen im Haus darstellen.

## Hauptfiguren
- Harry: Er ist ein normaler afroamerikanischer Achtjähriger. Da er im Schultheater meist den König spielt und seine Rolle auch im Privatleben gern nachspielt, glauben seine „Flauschefreunde“, wie er seine Hamster oft nennt, er wäre wirklich ein König und das Haus wäre sein Königreich.
- Popcorn: Er ist der Anführer von Harrys Hamstertruppe. Er trifft meist die Entscheidungen, respektiert aber die Meinungen der anderen. Sein kostbarster Besitz ist eine Spielzeugkrone, die ihm von seinem „König“ verliehen wurde und auf die er deshalb entsprechend stolz ist. Sein Name kommt daher, weil er Popcorn sehr liebt und sogar in einer Art Trance verfällt, wenn er es nur riecht.
- Clover: Sie ist sowohl Erfinderin als auch Entwicklerin der Hamstertruppe.
- Mondo: Er trägt einen Umhang und hält sich für einen Superhelden. Mondo ist stets bereit, seinen Mut unter Beweis zu stellen.
- Lil Pal: Sie ist das jüngste Mitglied der Hamstertruppe, was man an ihrer Windel und ihrem eingeschränkten Wortschatz erkennen kann. Dennoch ist Lil Pal sehr mutig und einsatzbereit.
- Greg: Eigentlich ist Greg kein Hamster, sondern ein Meerschweinchen. Die anderen akzeptieren und mögen ihn jedoch voll und ganz. Zwar ist er von der Truppe körperlich am größten, aber auch ziemlich ängstlich. Für seine Freunde und seinen Lieblingssnack Numnuggets ist er jedoch bereit, alles zu tun.

## Weitere Figuren
- Kendrick: Er ist Harrys Vater. Aufgrund seiner dümmlichen Missgeschicke glauben die Hamster, er wäre der Hofnarr.
- Keesha: Sie ist Harrys Mutter und Musikerin. Da sie oft einen Taktstock hält, glauben die Hamster, sie wäre die Zauberin.
- Bernie: Sie ist Harrys kleine Schwester. Da sie sehr frech sein kann, nennen die Hamster sie das Bernie-Biest.
- Arrow: Sie ist die Hündin in Harrys Haus. Die Hamster nennen sie das Floh-Biest. Obwohl sie nur neugierig ist und den Hamstern eigentlich nichts tun will, kann sie aufgrund ihrer Körpermasse doch zu einer Gefahr werden.
- Derek: Eigentlich ist dieser junge Afroamerikaner Harrys bester Freund. Da er im Theaterstück aber Harrys Rivalen spielt, glauben die Hamster, dass er wirklich das Königreich an sich reißen will. Aufgrund seines lila Hemds nennen sie ihn den lila Ritter.
- Jocelyn: Sie ist eine Klassenkameradin und gute Freundin von Harry und eine der wenigen hellhäutigen Figuren der Serie. Die Hamster nennen sie "Lady" Jocelyn. Sie besitzt eine Rennmaus names Moxie, die gut mit den Hamstern befreundet ist.

## Synchronisation
Die deutsche Fassung entstand bei der Level 45 GmbH in Potsdam nach einem Dialogbuch von Philip Süß.
| Rolle    | Originalsprecher   | Deutscher Sprecher |
| -------- | ------------------ | ------------------ |
| Harry    | Christian Campbell | Emilio Sablik      |
| Popcorn  | Paul Greenberg     | Vincent Borko      |
| Clover   | Annie Chen         | Lana Finn Marti    |
| Mondo    | Tara Strong        | Tom Ferenc         |
| Lil Pal  | Julie Lemieux      | Saskia Glück       |
| Greg     | Eric Bauza         | Tim Sander         |
| Kendrick | Anthony Sardinha   | Nico Sablik        |
| Keesha   | Tymika Tafari      | Giuliana Jakobeit  |
| Bernie   | Marantha Crandell  | Catalina Sablik    |
| Derek    | Housten Daghighi   |                    |
| Jocelyn  | Zoe Wheatley       |                    |